# I've Got So Much To Give
I've Got So Much To Give es el álbum debut del cantante, compositor y productor estadounidense Barry White, lanzado el 27 de marzo de 1973 por la compañía discográfica 20th Century Records. La idea inicial de este proyecto, que nació tras la producción de From A Girl's Point Of View We Give To You... de su grupo vocal femenino Love Unlimited, era juntar una serie de canciones para así buscar a otro artista y producirle el disco. Una noche White se fue al estudio de grabación para grabar tres demos con el piano. Al terminar, escuchó la compenetración entre la voz y el instrumento y se quedó en blanco, pues aunque tenía la intención de vivir como productor, se dio cuenta de que él era el artista que estaba buscando.
El álbum llegó a lo más alto de la lista de Álbumes R&B. También alcanzó la posición #16 en la lista Billboard 200. El disco fue un éxito, del cual se desprenden dos sencillos que llegaron al Top Diez de la lista Billboard R&B, I'm Gonna Love You Just a Little More Baby, la cual llegó al número #1, y la canción que da el título al álbum. Ambas tuvieron éxito en la lista Billboard Hot 100, llegando a la posición número #3 y a la #32 respectivamente. I'm Gonna Love You Just a Little More Baby fue también un éxito en el Reino Unido, llegando a la posición #23. También cabe destacar el tema de apertura, una versión larga del gran éxito de Motown Standing in the shadows of love. El álbum fue remasterizado digitalmente y relanzado en formato CD con canciones instrumentales extra (versiones instrumentales de I'm gonna love you just a little more, baby y I've got so much to give) el 4 de mayo de 2010 por Hip-O Select.

## Listado de canciones
Todas las canciones escritas y compuestas por Barry White, except where noted. 
| Side one |                                                            |          |  |
| N.º      | Título                                                     | Duración |  |
| 1.       | «Standing in the shadows of love» (Holland-Dozier-Holland) | 8:00     |  |
| 2.       | «Bring me back my yesterday» (B. White, Robert Relf)       | 6:40     |  |

| Side two |                                                          |          |  |
| N.º      | Título                                                   | Duración |  |
| 1.       | «I've found someone» (B. White)                          | 5:53     |  |
| 2.       | «I've got so much to give» (B. White)                    | 8:13     |  |
| 3.       | «I'm gonna love you just a little more, baby» (B. White) | 7:11     |  |

## Personal
- Paul Elmore – Ingeniero de audio
- Frank Kejmar – Ingeniero de audio
- Gary N. Mayo – Remasterización digital
- Gene Page – Arreglos musicales
- Barry White – Piano, Arreglos Musicales, Producción, Ingeniero de Audio

## Listas

### Listas semanales
| Lista (1973)                            | Posición más alta |
| --------------------------------------- | ----------------- |
| Australia (Kent Music Report)           | 39                |
| Canada Top Albums/CDs (RPM)             | 64                |
| Estados Unidos (Billboard 200)          | 16                |
| Estados Unidos (Top R&B/Hip-Hop Albums) | 1                 |

### Sencillos
| Año  | Sencillo                                     | Posición más alta | Posición más alta | Posición más alta |
| Año  | Sencillo                                     | US                | US R&B            | UK                |
| ---- | -------------------------------------------- | ----------------- | ----------------- | ----------------- |
| 1973 | "I'm Gonna Love You Just a Little More Baby" | 3                 | 1                 | 23                |
| 1973 | "I've Got So Much to Give"                   | 32                | 5                 | —                 |